# Grijalva
El Grijalva, també conegut en alguns sectors amb els noms de Río Grande Chiapas i riu Mezcalapa, és un riu del sud-est de Mèxic, el segon més cabalós del país, el major productor d'energia hidroelèctrica. Està format per dos rius diferents en el seu origen, el riu Grijalva, i el riu Grande de Chiapas. El riu Grivalva original neix a la Sierra Norte de Chiapas, creua l'estat de Tabasco de sud a nord i desemboca al Golf de Mèxic. El Riu Grande de Chiapas neix a la Sierra de los Cuchumatanes a Guatemala; travessa la depressió central de l'estat mexicà de Chiapas, i entra a la plana de Tabasco, i finalment s'uneix al Grijalva. Fou batejat en honor de Juan de Grijalva, explorador que visità la regió el 1518.